# Zoelen
Zoelen est un village appartenant à la commune néerlandaise de Buren. Le 1er janvier 2007, le village comptait 1 420 habitants.

## Histoire
Les plus anciennes traces d'habitation datent du IIe siècle. À l'époque carolingienne, le village se développe encore sur l'ancienne crête, avec deux rues parallèles, sur une longueur d'environ 1500 mètres. Une église a été construite à l'extrémité sud du village au XIIe siècle. Le château de Soelen a été construit sur le côté ouest à la même période. Zoelen appartenait à l'origine au comté de Teisterbant.
La plus ancienne mention écrite de Zoelen date du XIIe siècle.
À partir de 1506, Zoelen était une seigneurie établie. Il appartenait à l'Ambt Neder-Betuwe et jusqu'à la fin du XVIIIe siècle, le village avait sa propre cour de justice.
En 1569, la seigneurie avec le château de Soelen (nl) passe aux mains de Dirck Vijgh. En 1572, Dirck était également en conflit avec Aldenhaag (nl) et devint ainsi seigneur de Soelen et Aldenhaag. En 1682, la branche Zoelen de la famille Vijgh s'éteignit et en 1702 les deux maisons appartenaient à Carel Pieck, dont la mère venait de la famille Vijgh. Carel Pieck nomme Jacob van Utrecht stathouder et greffier "der leenen" de la seigneurie de Soelen, le 29 janvier 1714.
En 1749, Willem Hendrik Pieck, baron de Zoelen et Brakel, fit construire une plantation au Suriname appelée Zoelen.
En 1775, la seigneurie fut vendue à Aert Johan Verstolk. En 1845, la seigneurie passa aux mains de la famille Völcker par héritage.
Les armoiries de Zoelen proviennent de la famille Pieck.

### Commune de Zoelen
Zoelen a formé une municipalité indépendante de 1811 à 1978, qui comprenait également les villages Kerk-Avezaath et Kapel-Avezaath. Le 1er janvier 1818, Wadenoijen devint une municipalité indépendante, à laquelle appartenaient également Drumpt et le hameau de Passewaaij. Le 1er juillet 1957, la commune de Wadenoijen est dissoute et le territoire divisé entre Tiel et Zoelen. Le 1er janvier 1978, la commune de Zoelen est dissoute. Zoelen et Kerk-Avezaath ont été ajoutés à la commune de Buren et Kapel-Avezaath à la commune de Tiel.
Entre 1964 et 1978, la mairie de la commune de Zoelen n'était pas située dans le village de Zoelen, mais à Kerk-Avezaath.

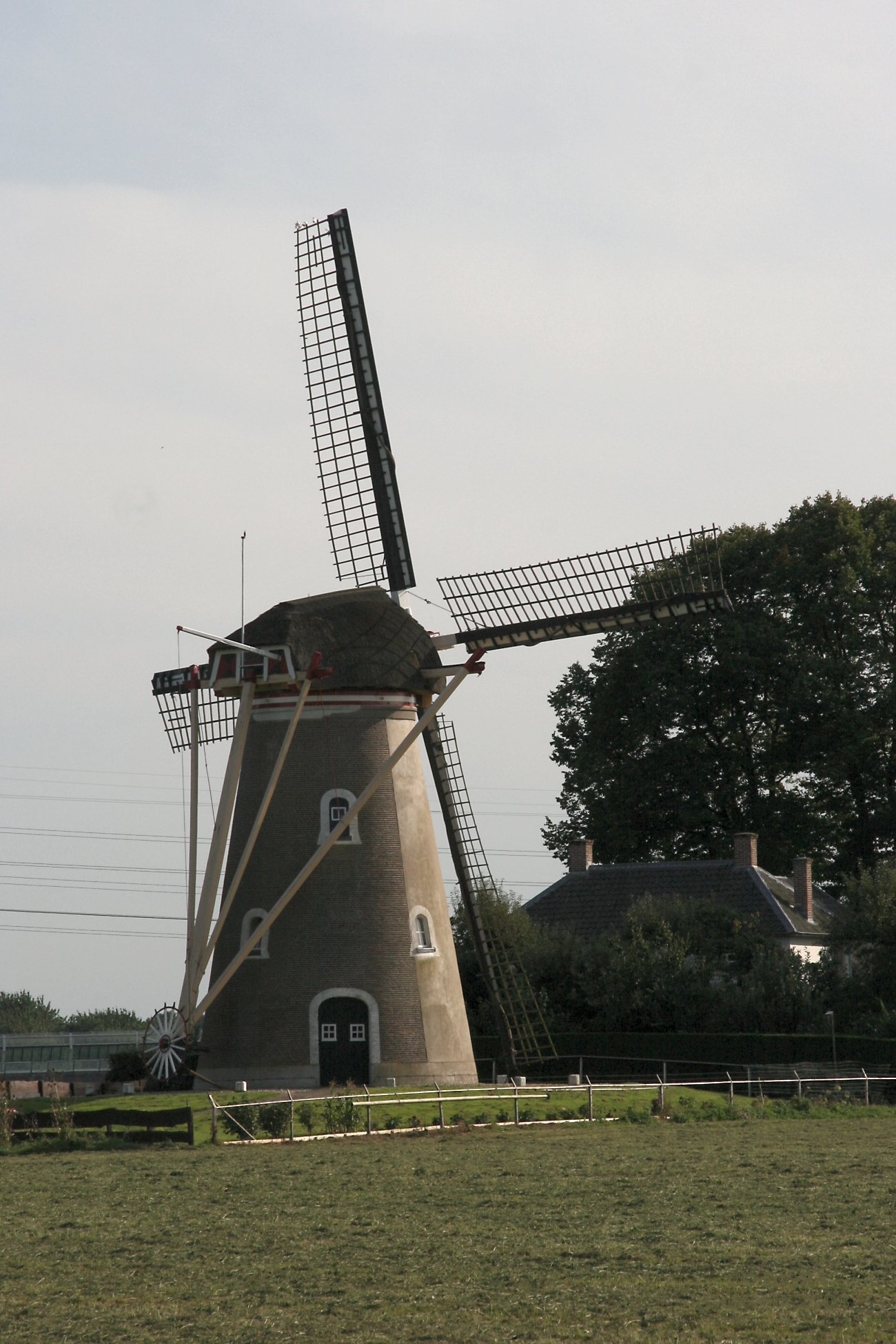
Le moulin De Korenbloem